# Пливање на Летњим олимпијским играма 2020 — 10 км маратон за жене
Пливачка маратонска трка на 10 километара за жене на Летњим олимпијским играма 2016. одржана је претпоследњег дана пливачких такмичења 4. августа 2021. на локалитету Одаиба у Токију, са почетком од 18:30 часова по локалном времену. Учестовало је укупно 25 такмичарки из 23 земље. Било је то четврто олимпијско финале у овој дисциплини од њеног званичног уврштавања у Олимпијски програм у Пекингу 2008. године.
Титулу олимпијске победнице и златну медаљу освојила је бразилска такмичарка Ана Марсела Куња који је трку испливао у времену од 1:59:30,8 сати. Сребрну медаљу је освојила Шарон ван Раувендал из Холандије која је бранила злато освојено 4 године раније, док је бронзана медаља припала Аустралијанки Карини Ли. Бранилац златне медаље из Рија 2016, Холанђанин Фери Вертман је трку завршио на седмом месту са нешто мање од три минута заостатка за победником. 

## Освајачи медаља
|                        | Резултат  |                           | Резултат  |                 | Резултат  |
|                        |           |                           |           |                 |           |
| Ана Марсела Куња (BRA) | 1:59:30,8 | Шарон ван Раувендал (NED) | 1:59:31,7 | Карина Ли (AUS) | 1:59:32,5 |

## Резултати
Трка је одржана 4. августа са почетком од 18:30 часова по локалном времену.
| Плас. | Пливач                  | Држава                    | Време     | Заостатак за победником | Нап.        |
| ----- | ----------------------- | ------------------------- | --------- | ----------------------- | ----------- |
|       | Ана Марсела Куња        | Бразил                    | 1:59:30,8 |                         |             |
|       | Шарон ван Раувендал     | Холандија                 | 1:59:31,7 | +0.9                    |             |
|       | Карина Ли               | Аустралија                | 1:59:32,5 | +1,7                    |             |
| 4.    | Ана Олас                | Мађарска                  | 1:59:34,8 | +4,0                    |             |
| 5.    | Леони Бек               | Немачка                   | 1:59:35,1 | +4,3                    |             |
| 6.    | Хејли Андерсон          | Сједињене Америчке Државе | 1:59:36,9 | +6,1                    |             |
| 7.    | Ешли Твичел             | Сједињене Америчке Државе | 1:59:37,9 | +7,1                    |             |
| 8.    | Син Син                 | Кина                      | 2:00:10,1 | +39,3                   | Жути картон |
| 9.    | Лара Гранжон            | Француска                 | 2:00:57,3 | +1:26,5                 |             |
| 10.   | Финија Вунрам           | Немачка                   | 2:01:01,9 | +1:31,1                 |             |
| 11.   | Саманта Аревало         | Еквадор                   | 2:01:30,6 | +1:59,8                 | Жути картон |
| 12.   | Сесилија Бјађоли        | Аргентина                 | 2:01:31,7 | +2:00,9                 |             |
| 13.   | Јуми Кида               | Јапан                     | 2:01:40,9 | +2:10,1                 |             |
| 14.   | Ракеле Бруни            | Италија                   | 2:02:10,2 | +2:39,4                 |             |
| 15.   | Анастасија Кирпичњикова | Руски олимпијски комитет  | 2:03:17,5 | +3:46,7                 |             |
| 16.   | Паула Руиз              | Шпанија                   | 2:03:17,6 | +3:46,8                 | Жути картон |
| 17.   | Анжелика Андре          | Португалија               | 2:04:40,7 | +5:09,9                 |             |
| 18.   | Кејт Сандерсон          | Канада                    | 2:04:59,1 | +5:28,3                 |             |
| 19.   | Алис Диринг             | Уједињено Краљевство      | 2:05:03,2 | +5:32,4                 |             |
| 20.   | Паола Перез             | Венецуела                 | 2:05:45,0 | +6:14,2                 |             |
| 21.   | Мишел Вебер             | Јужноафричка Република    | 2:06:56,5 | +7:25,7                 |             |
| 22.   | Кристина Панчишко       | Украјина                  | 2:07:35,1 | +8:04,3                 |             |
| 23.   | Шантал Лув              | Сингапур                  | 2:08:17,9 | +8:47,1                 |             |
| 24.   | Шпела Перше             | Словенија                 | 2:08:33,0 | +9:02,2                 |             |
| 25.   | Суад Шеруати            | Алжир                     | 2:17:21,6 | +17:50,8                |             |